# Louise Wickström
Louise Wickström, född 30 juni 1989, är en svensk innebandyspelare. Hon är dubbel VM-guldmedaljör och har även vunnit SM med klubblaget Täby FC. 
I juni 2018 värvades Wickström från Täby FC till Åkersberga IBF. I januari 2019 återvände hon till Svenska Superligan för spel i KAIS Mora.